# 申貴人
申貴人，名不詳，颍川郡人，中國東漢妃嫔，為漢章帝貴人。汉桓帝曾祖母。汉灵帝高祖母。
申氏的家族是二千石的世吏。有一个兄弟申转。申氏十三岁时，入掖庭。后，申貴人为漢章帝，生下第五子济北惠王刘寿、第六子河间孝王刘开。其子刘寿是北乡侯刘懿的父亲，刘开是汉桓帝的祖父，汉灵帝的曾祖父。